# Хайдмюлен
Хайдмюлен (нем. Heidmühlen) — община в Германии, в земле Шлезвиг-Гольштейн. 
Входит в состав района Зегеберг. Подчиняется управлению Риклинг.  Население составляет 713 человек (на 31 декабря 2010 года). Занимает площадь 17,83 км².